# Geografija Hondurasa
Honduras je država v Srednji Ameriki. Honduras meji na Karibsko morje in severni Tihi ocean. Gvatemala leži na zahodu, Nikaragva na jugovzhodu in Salvador na jugozahodu. Honduras je druga največja srednjeameriška republika s skupno površino 112.890 kvadratnih kilometrov.
Honduras ima 700-kilometrsko karibsko obalo, ki se razteza od izliva reke Río Motagua na zahodu do izliva reke Río Coco na vzhodu, pri rtu Gracias a Dios. 922 km dolga jugovzhodna stran trikotnika je kopenska meja z Nikaragvo. Sledi reki Río Coco blizu Karibskega morja in se nato razteza proti jugozahodu skozi gorat teren do zaliva Fonseca v Tihem oceanu. Južni vrh trikotnika je 153 km  dolga obala v zalivu Fonseca, ki se odpira v Tihi ocean. Na zahodu sta dve kopenski meji: s Salvadorjem, dolga 342 km in z Gvatemalo, dolga 256 km.

## Topografija
Honduras ima tri različne topografske regije: obsežno notranjo gorsko območje in dve ozki obalni nižini. Notranjost, ki predstavlja približno 80 odstotkov ozemlja države, je gorata. Za večje karibsko nižavje na severu in pacifiško nižavje, ki meji na zaliv Fonseca, so značilne aluvialne ravnice.

### Notranje visokogorje
Notranjost visokogorja je najvidnejša značilnost honduraške topografije. To gorsko območje predstavlja približno 80 % površine države in je dom večine prebivalstva. Ker je zaradi razgibanega terena zemljišče težko prehodno in ga je prav tako težko obdelovati, to območje ni bilo zelo razvito. Tla tukaj so slaba: Hondurasu primanjkuje bogatega vulkanskega pepela, ki ga najdemo v drugih državah Srednje Amerike. Do začetka 20. stoletja sta visokogorsko gospodarstvo sestavljala predvsem rudarstvo in živinoreja.
Na zahodu se gore Hondurasa mešajo z gorskimi verigami Gvatemale. Zahodne gore imajo najvišje vrhove, s Pico Congolón na nadmorski višini 2500 metrov in Cerro Las Minas na 2850 m. Honduraška meja s Salvadorjem prečka vrh Cerro El Pital, najvišjo točko Salvadorja na več kot 2730 m. Te gore so  pokrite predvsem z borovim gozdom.
Na vzhodu se gore združijo s tistimi v Nikaragvi. Čeprav na splošno niso tako visoke kot gore blizu gvatemalske meje, imajo vzhodne verige nekaj visokih vrhov, kot so Montaña de la Flor na 2300 m, El Boquerón (Monte El Boquerón) na 2485 m in Pepe Bonito na 2435 m.
Ena najvidnejših značilnosti notranjega visokogorja je depresija, ki poteka od Karibskega morja do zaliva Fonseca. Ta depresija deli Kordiljere države na vzhodni in zahodni del in zagotavlja razmeroma enostavno transportno pot čez ožino. Najširša je na severnem koncu blizu San Pedro Sula, depresija pa se zoži, ko sledi zgornjemu toku reke Río Humuya. Ko poteka najprej skozi Comayagua in nato skozi ozke prelaze južno od mesta, se depresija spet razširi, ko teče vzdolž meje Salvadorja v zaliv Fonseca.
Po notranjem visokogorju so razpršene številne doline z ravnim dnom na nadmorski višini od 300 do 900 metrov, ki se razlikujejo po velikosti. Dna velikih dolin zagotavljajo dovolj trave, grmovja in suhih gozdov za podporo živinoreji in v nekaterih primerih komercialnemu kmetijstvu. Samooskrbno kmetijstvo je bilo potisnjeno na pobočja dolin z omejitvami majhnih posesti, primitivne tehnologije in nizke produktivnosti, ki tradicionalno spremljajo pridelavo na pobočjih. Vasi in mesta, vključno s prestolnico Tegucigalpa, so stisnjena v večjih dolinah.
Rastlinstvo v notranjosti visokogorja je pestro. Velik del zahodnih, južnih in osrednjih gora je odprtih gozdov; podporni borov gozd, prepreden z nekaterimi hrasti, grmičevjem in travnatimi jasami. Območja proti vzhodu so predvsem neprekinjena območja gostega, širokolistnega zimzelenega gozda. Okoli najvišjih vrhov še vedno najdemo ostanke gostega deževnega gozda, ki je prej prekrival velik del območja.

### Karibsko nižavje
To območje rečnih in obalnih ravnin, ki ga večina Hondurasa imenuje »severna obala« ali preprosto »obala«, je bilo tradicionalno najbolj izkoriščana regija Hondurasa. Osrednji del Karibskega nižavja, vzhodno od La Ceibe, je le nekaj kilometrov široka ozka obalna nižina.
Vzhodno in zahodno od tega odseka se Karibsko nižavje razširi in ponekod sega v precej daleč v notranjost vzdolž širokih rečnih dolin. Najširša rečna dolina ob reki Río Ulúa blizu gvatemalske meje je najbolj razvito območje Hondurasa. Tu sta Puerto Cortés, največje pristanišče v državi, in San Pedro Sula, industrijska prestolnica Hondurasa, prav tako La Ceiba, tretje največje mesto v državi.
Na vzhodu, blizu meje z Nikaragvo, se Karibsko nižavje razširi na obsežno območje, znano kot La Mosquitia. Za razliko od zahodnega dela Karibskega nižavja je Mosquitia najmanj razvito območje Hondurasa. Premalo poseljeno in kulturno ločeno od preostale države območje sestavlja celinska savana z močvirji in mangrovami blizu obale. Med močnimi padavinami je velik del območja savane pokrit s plitvimi vodami, zaradi česar je prevoz z drugimi sredstvi kot s čolnom s plitvim ugrezom skoraj nemogoč.
Več kot 46 campesinos iz doline Aguán na skrajnem severovzhodu Hondurasa je bilo ubitih ali izginulih od državnega udara leta 2009. V 1970-ih je vladna politika spodbujala kmetijske zadruge in kolektive, da so se ustanavljale na redko poseljenem območju, po letu 1992 pa je bila vladna politika naklonjena privatizaciji. Eden največjih upravičencev nove politike in eden najbogatejših ljudi v Hondurasu, Miguel Facussé, je imel v lasti približno 8900 ha v spodnjem Aguánu, ki jih je zasadil s palmami za svoj podvig pridobivanja palmovega olja.

### Pacifiško nižavje
Najmanjša geografska regija Hondurasa, pacifiško nižavje, je pas zemlje, širok povprečno 25 km na severni obali zaliva Fonseca. Dežela je ravna, blizu obale zaliva postane močvirnata in je sestavljena večinoma iz aluvialnih tal, ki jih spira iz gora. Zaliv je plitev, voda pa bogata z ribami in mehkužci. Zaradi mangrov vzdolž obale je kozic in školjk še posebej veliko, saj zagotavljajo varna in obilna območja za razmnoževanje sredi njihovih obsežnih mrež podvodnih korenin.
Več otokov v zalivu spada pod jurisdikcijo Hondurasa. Dva največja, Zacate Grande in El Tigre, sta erodirana vulkana, del verige vulkanov, ki se razteza vzdolž pacifiške obale Srednje Amerike. Oba otoka imata vulkanske stožce, visoke več kot 700 m, ki služijo kot mejniki za plovila, ki vplujejo v honduraški Pacifik.

### Otoki
Honduras nadzoruje številne otoke kot del svojih obalnih ozemelj. V Karibskem morju otoki Roatán (Isla de Roatán), Utila in Guanaja skupaj tvorijo Islas de la Bahía, enega od osemnajstih departmajev, na katere je razdeljen Honduras. Roatán, največji od treh otokov, je velik 50 × 5 km. Otočje Islas de la Bahía ima tudi več manjših otokov, med njimi otočke Barbareta (Isla Barbareta), Sveta Elena (Isla Santa Elena) in Morat (Isla Morat).
Dlje v Karibih so otoki Santanillas, prej znani kot Labodji otoki. V bližini je več majhnih otokov in čeri, med njimi Cayos Zapotillos in Cayos Cochinos. V zalivu Fonseca so glavni otoki pod nadzorom Hondurasa El Tigre, Zacate Grande (Isla Zacate Grande) in Exposición (Isla Exposición).
- Obala pri vasi Juan López
- Pogorje Merendón, gledano z razgledne točke nad "Olimpo merendónico" v San Pedro Sula
- Reka v Hondurasu
- Rio Guayape blizu Esquilinchuche, nasproti El Boqueron v Sierra de Agalta

## Podnebje
Honduras ima tropsko podnebje in zmerno podnebje v visokogorju.
Podnebni tipi vsake od treh fizično geografskih regij se razlikujejo. Karibsko nižavje ima tropsko mokro podnebje z dosledno visokimi temperaturami in vlažnostjo, padavine pa so dokaj enakomerno porazdeljene skozi vse leto. Pacifiško nižavje ima tropsko mokro in suho podnebje z visokimi temperaturami, vendar izrazito suho sezono od novembra do aprila. Notranje visokogorje ima tudi izrazito suho sezono, vendar, kot je značilno za tropsko visokogorsko podnebje, se temperature v tej regiji znižujejo, ko se višina dviguje.
Za razliko od severnejših zemljepisnih širin se temperature v tropih spreminjajo predvsem z nadmorsko višino namesto z letnim časom. Svet pod 1000 metri je splošno znano kot tierra caliente (vroča dežela), med 1000 in 2000 m kot tierra templada (zmerna dežela), nad 2000 m pa kot tierra fría ( hladna dežela). Tako karibsko kot pacifiško nižavje sta tierra caliente, s povprečnimi dnevnimi temperaturami med 28 in 32 °C skozi vse leto.
V pacifiškem nižavju april, zadnji mesec sušnega obdobja, prinaša najvišje temperature; deževno obdobje je nekoliko hladnejše, čeprav so zaradi višje vlažnosti v deževnem obdobju ti meseci bolj neprijetni. V karibskih nižinah je edina olajšava od celoletne vročine in vlage decembra ali januarja, ko občasna močna hladna fronta s severa (a norte) prinese večdnevne močne severozahodne vetrove in nekoliko nižje temperature.
Notranje višavje sega od tierra templada do tierra fría. Tegucigalpa, v zaščiteni dolini in na nadmorski višini 1000 m, ima prijetno podnebje s povprečno visoko temperaturo od 30 °C v aprilu, najtoplejšem mesecu, do 25 °C v januarju, najhladnejše. Nad 2000 metri lahko temperature ponoči padejo skoraj do ledišča in včasih pride do zmrzali.
Dež pada vse leto v karibskih nižinah, vendar sezonsko v preostalem delu države. Količine so obilne vzdolž severne obale, zlasti v Mosquiti, kjer je povprečna količina padavin 2400 milimetrov. Bližje San Pedro Suli so količine nekoliko manjše od novembra do aprila, vendar ima vsak mesec še vedno precej padavin. Notranje višavje in pacifiške nižine imajo suho obdobje, lokalno znano kot »poletje«, od novembra do aprila. Skoraj ves dež v teh regijah pade med »zimo«, od maja do septembra. Skupne letne količine so odvisne od okoliške topografije; Tegucigalpa v zaščiteni dolini ima povprečno le 1000 mm padavin.

### Orkani
Honduras leži znotraj pasu orkanov in karibska obala je še posebej občutljiva na orkane ali tropske nevihte, ki potujejo v notranjost s Karibov. Orkan Francelia leta 1969 in tropska nevihta Alleta leta 1982 sta prizadela na tisoče ljudi in povzročila veliko škodo na pridelkih. Orkan Fifi leta 1974 je ubil več kot 8000 ljudi in uničil skoraj ves pridelek banan.
Leta 1998 je orkan Mitch postal najsmrtonosnejši orkan, ki je prizadel zahodno poloblo v zadnjih dveh stoletjih. Ta ogromen orkan ni le prizadel honduraško obalo, ampak je s svojimi močnimi vetrovi in hudourniškimi nalivi zajel skoraj celotno državo. Približno 100.000 Hondurašanov je bilo evakuiranih s karibske obale. Večina Bay Islands je imela poškodovane vodne objekte.
Obilne količine padavin so povzročile razlivanje številnih rek v državi »v obsegu brez primere v tem stoletju«, kot so opisali Združeni narodi. Dva zemeljska toka sta blizu Tegucigalpe povzročila znatno škodo. Orkan Mitch je Hondurasu povzročil znatno škodo, saj je prizadel skoraj celotno prebivalstvo in povzročil škodo v vseh 18 departmajih. Ekonomska komisija Združenih narodov za Latinsko Ameriko in Karibe je ocenila, da je Mitch povzročil najhujše poplave 20. stoletja v državi. Po vsej Srednji Ameriki je Mitch zahteval več kot 11.000 življenj, na tisoče drugih pa pogrešajo.
Orkani občasno nastanejo nad Pacifikom in se premaknejo proti severu, da prizadenejo južni Honduras, vendar so pacifiške nevihte na splošno manj hude in redkeje dosežejo kopno.
4. septembra 2007 je orkan Felix dosegel Honduras in Nikaragvo kot orkan 5. kategorije. Novembra 2008 je orkan Paloma skupaj s poplavami v Srednji Ameriki oktobra 2008 povzročil najmanj 60 mrtvih ljudi in več kot 300.000 jih je potrebovalo pomoč.

### Suša
Suša v Hondurasu je postala gonilo izseljevanja, ki je povzročilo slabe pridelke za revne samooskrbne kmete, in je bila dejavnik pri oblikovanju migrantskih karavan v Združene države.
Po podatkih FAO so migranti, ki so med letoma 2014 in 2016 zapuščali osrednji in zahodni Honduras, kot razlog za odhod najpogosteje navedli »brez hrane«.

### Klimatske spremembe
Podnebne spremembe v Hondurasu so velik izziv za Honduras, saj je ena od držav, ki jih podnebne spremembe najbolj ogrožajo. Pričakuje se, da se bo pogostost naravnih nesreč v Hondurasu, kot so poplave, blatni plazovi, tropske nevihte in orkani, povečala, ko se bodo podnebne spremembe okrepile. Več kot 40 odstotkov prebivalcev Hondurasa dela v kmetijskem sektorju, na katerega vplivajo naraščajoče temperature in manjša količina padavin.[28] Vendar bi lahko kmetijstvo močno vplivalo, kar bi lahko prizadelo nekatera gospodinjstva v Hondurasu. Sanitarije in dostop do hrane sta velik problem, ki se povečuje zaradi podnebnih sprememb, pa tudi zaradi izgube habitatov za več ogroženih organizmov.

## Hidrografija
Honduras je z vodo bogata država. Najpomembnejša reka v Hondurasu je Ulúa, ki teče 400 km do Karibov skozi gospodarsko pomembno Valle de Sula. Številne druge reke odmakajo notranjost visokogorja in se izlivajo severno v Karibe. Te druge reke niso pomembne kot prometne poti, temveč zaradi širokih rodovitnih dolin, ki so jih ustvarile. Reka Choluteca teče proti jugu od Tegucigalpe skozi Choluteco do zaliva Fonseca.
Reke določajo tudi približno polovico mednarodnih meja Hondurasa. Río Goascorán, ki teče v zaliv Fonseca, in Río Lempa določata del meje med Salvadorjem in Hondurasom. Reka Coco označuje približno polovico meje med Nikaragvo in Hondurasom.
Kljub obilici rek so velika vodna telesa redka. Lago de Yojoa, ki je v zahodnem osrednjem delu države, je edino naravno jezero v Hondurasu. To jezero je dolgo 22 kilometrov in na najširši točki meri 14 kilometrov. V severovzhodnem Hondurasu se proti Karibom odpira več velikih brakičnih lagun. Ta plitva vodna telesa omogočajo omejen prevoz do točk ob obali.

## Statistika
- skupna površina: 112.090 km²

kopno: 111.890 km²
voda: 200 km²
- skupne kopenske meje: 1575 km
- mejne države:

Gvatemala 244 km
Salvador 391 km
Nikaragva 940 km
- obala: 832 km
- Pomorski zahtevki:

teritorialno morje: 12 nmi (22,2 km)
sosednje območje: 24 nmi (44,4 km)
izključna ekonomska cona: 249.542 km² (96.349 kvadratnih milj) in 200 morskih milj (370,4 km)
epikontinentalni pas: naravni podaljšek ozemlja ali do 200 nmi (370,4 km)
- Najnižja točka: Karibsko morje 0 m
- Najvišja točka: Cerro Las Minas 2870 m
- Raba Tal:

njive: 9,12 %
trajni nasadi: 4,07 %
drugo: 86,82 % (ocena 2012)
- Namakana zemlja: 878,5 km (2007)
- Skupni obnovljivi vodni viri: 95,93 km³ (2011)
- Črpanje sladke vode (gospodinjski/industrijski/kmetijski):

skupaj: 2,12 km³ na leto (16 %/23 %/61 %)
na prebivalca: 295,6 m³ na leto (2006)

### Ekstremne točke
Najsevernejša točka: Great Swan Island, Swan Islands, departma Bay Islands
Najsevernejša točka (celina): Puerto Castilla, departma Colón
Najjužnejša točka: meja na pacifiški obali z Nikaragvo, departma Choluteca
Najbolj zahodna točka: meja s Salvadorjem in Gvatemalo, departma Ocotepeque
Najbolj vzhodna točka: meja z Nikaragvo na atlantski obali, departma Gracias a Dios

## Naravni viri
Naravni viri vključujejo: les, zlato, srebro, baker, svinec, cink, železovo rudo, antimon, premog, ribe in vodno energijo iz gorskih rek.

## Naravne nevarnosti
Pogosti blagi potresi, uničujoči orkani in poplave ob karibski obali so primeri honduraških naravnih nesreč.

## Okoljska vprašanja
Poseben problem za Honduras predstavlja krčenje gozdov; cilje ohranjanja ogroženih naravnih virov in spodbujanja gospodarskega razvoja je pogosto precej težko združiti, kar je povzročilo nasprotujoče si politike, ki ne varujejo gozdov. Honduras je utrpel največji odstotek izgube gozdne pokritosti med vsemi državami Latinske Amerike. Gozdovi v Hondurasu so pomemben vir gospodarskih virov za financiranje vladnih programov. Tropski gozdovi v Hondurasu se hitro zmanjšujejo zaradi revščine v državi. Večina prebivalcev Hondurasa vidi gozdove kot oviro za širjenje živinoreje in kmetijskih dejavnosti, pri čemer zanemarja pomen, ki ga imajo gozdovi za družbo z zaščito favne, tal, rekreacijo, čiščenjem zraka in urejanjem vodnih virov. Tudi mestno prebivalstvo se z leti hitro povečuje, kar pomeni, da je povzročilo krčenje zemljišč za kmetovanje in obdelovanje obrobnih tal na podeželju ter nenadzorovan razvoj na obrobju urbanih območij.
Velik problem v Hondurasu je tudi nezakonita sečnja. Večina proizvodnje lesa v državi je nezakonita. Po podatkih Centra za mednarodno politiko in Agencije za okoljske preiskave so v korupcijo pri trgovini z lesom vpleteni politiki, lesna podjetja, birokrati, župani in celo policija. Vsi ti dejavniki prispevajo k krčenju gozdov in posledično k eroziji tal. Po podatkih Organizacije za prehrano in kmetijstvo je Honduras med letoma 1990 in 2000 izgubil 59.000 hektarjev gozda na leto.
Krčenje gozdov v regijah, kjer prevladujejo tropski suhi gozdovi, je napredovalo hitreje kot v regijah, kjer prevladujejo druge vrste gozdov. Tropski suhi gozdovi imajo manjše bogastvo vrst v primerjavi z vlažnimi gozdovi. Vendar pa imajo tropski suhi gozdovi večjo stopnjo endemičnih vrst, večjo uporabnost za ljudi in tudi večjo gostoto človeške populacije. Učinki krčenja gozdov so bolj opazni med tropskimi nevihtami in orkani. Leta 1998 je orkan Mitch pobil na tisoče ljudi in povzročil škodo državi. Glede na raziskave iz zraka po neurju so bili blatni plazovi hujši na izkrčenih območjih kot na gozdnatih območjih. V gozdovih Hondurasa živi veliko ogroženih vrst, ki bodo morda kmalu izumrle, če se bo krčenje gozdov nadaljevalo. Podnebje se je spremenilo tudi zaradi pomanjkanja dreves v Hondurasu. To je povzročilo, da se je rastna sezona za kmete skrajšala.
Tla na izkrčenih območjih prav tako absorbirajo vso vodo. Največji vir sladke vode v Hondurasu, jezero Yojoa, je na robu, da se spremeni v močvirje. To je posledica visoke stopnje onesnaženosti in tudi sečnje. Jezero Yojoa onesnažujejo tudi težke kovine iz lokalnih rudarskih dejavnosti. Jezero Yojoa je dom več kot 400 vrstam ptic, vendar območje okoli jezera trpi zaradi krčenja gozdov in onesnaženosti vode. Vendar s težkimi kovinami ni onesnaženo samo jezero Yojoa, onesnažene so tudi bližnje reke in potoki.